# Diopside

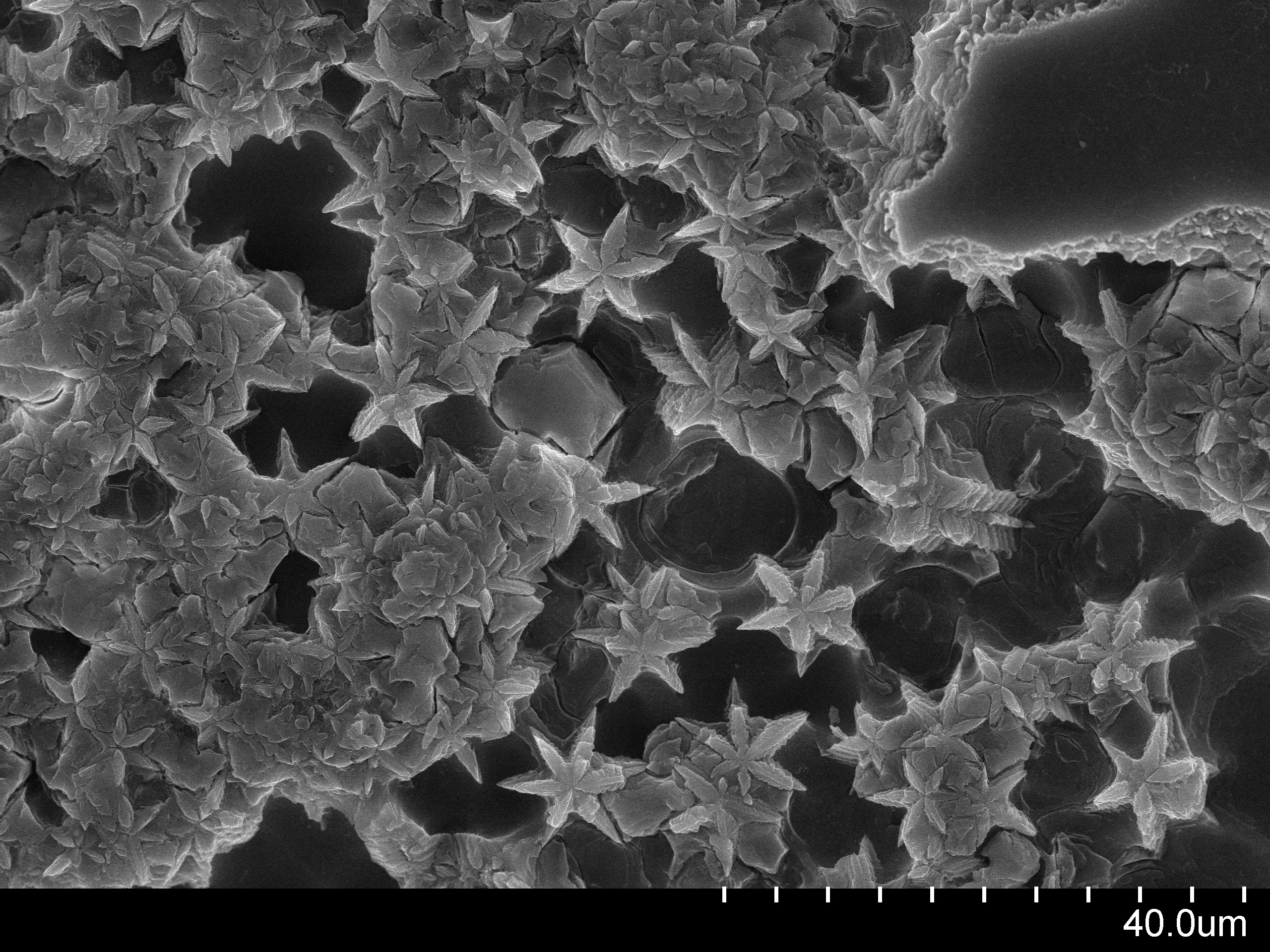
Diopside a microscopio.

Il diòpside (simbolo IMA: Di) è un minerale molto comune della classe dei "silicati e germanati" appartenente al gruppo degli inosilicati (dal greco "Inos" fibra), più precisamente fa parte del gruppo del pirosseno.
La sua composizione è CaMgSi2O6, quindi chimicamente è un silicato di calcio-magnesio.
Il diopside forma una serie mista completa insieme all'edenbergite CaFe[Si2O6] e all'augite (Ca,Na)(Mg,Fe,Al)[(Si,Al)2O6].

## Etimologia e storia
Il nome diopside deriva dal greco δίς (dis per doppio), ὄψις (opsis per vista) e εἶδος (eidos per forma), indicando che i cristalli di diopside appaiono spesso come geminati.
Il minerale fu descritto per la prima volta nel 1800 da José Bonifácio de Andrada e Silva, ma con il nome di coccolite. Ha indicato le miniere di ferro di Hellesta e Åssebro nel Södermanland, in Svezia, come luoghi in cui sono state trovate. Più tardi, tuttavia, fu dimostrato che il minerale di de Andrada era identico al diopside descritto da René Just Haüy nel 1806, e il nome coccolite fu screditato.

## Classificazione
Nella classificazione strutturale dell'Associazione Mineralogica Internazionale (IMA), il diopside appartiene ai pirosseni di calcio (Ca-pirosseni) del gruppo del pirosseno, insieme ad augite, burnettite, davisite, esseneite, grossmanite, hedenbergite, johannsenite, kushiroite, petedunnite e tissintite.
Nell'ormai obsoleta ma ancora in uso 8ª edizione della sistematica minerale secondo Strunz, il diopside apparteneva alla classe dei minerali di "silicati e germanati" e lì alla sottoclasse degli "inosilicati", dove veniva elencato insieme a egirina, augite, esseneite, hedenbergite, giadeite, jervisite, johannsenite, kanoite, clinoenstatite, clinoferrosilite, cosmocloro, namansilite, natalyite, omfacite, petedunnite, pigeonite e spodumene, con le quali forma il "gruppo pirosseno, sottogruppo clinopirosseni" con il sistema nº VIII/F.01.
La 9ª edizione della sistematica minerale di Strunz, valida dal 2001 e utilizzata dall'Associazione Mineralogica Internazionale (IMA), classifica anche il diopside nella classe dei "silicati e germanati" e lì nel reparto degli "inosilicati". Tuttavia, questa divisione è ulteriormente suddivisa in base al tipo di formazione della catena, in modo che il minerale sia classificato in base alla sua struttura nella suddivisione "Inosilicati con catene singole di periodo 2, Si2O6; famiglia del pirosseno", dove insieme ad augite, esseneite, hedenbergite, johannsenite e petedunnite, con le quali forma il sistema nº 9.DA.15.
La sistematica dei minerali secondo Dana, che viene utilizzata principalmente nel mondo anglosassone, classifica anche il diopside nella classe dei "silicati e germanati" e lì nella sottoclasse dei "minerali silicati a catena". Eccolo insieme a hedenbergite, augite, johannsenite, petedunnite, esseneite e davisite nel gruppo dei "C2/c clinopirosseni (Ca-clinopirosseni)" con il sistema nº 65.01.03a all'interno della suddivisione "Silicati a catena: Catene semplici non ramificate, W=1 con catene P=2".

## Abito cristallino
Il diopside cristallizza nel sistema monoclino nel gruppo spaziale C2/c (gruppo nº 15) con i parametri reticolari a = 9,75 Å, b = 8,92 Å, c = 5,25 Å e β = 106,0°, oltre a 4 unità di formula per cella unitaria.

## Origine e giacitura
Il diopside è un minerale che si trova nelle rocce basiche e ultrabasiche come il gabbro e la peridotite. I minerali di accompagnamento includono calcite, condrodite, forsterite, grossularia, clinohumite, monticellite, quarzo, scapolite, tremolite, vesuvianite e wollastonite.
Il diopside è già stato rilevato in molti siti in tutto il mondo, con circa 2900 noti finora (a partire dal 2012).
In Germania, il minerale si trova in diversi luoghi della Foresta Nera, dell'Odenwald e del Kaiserstuhl nel Baden-Württemberg, tra gli altri; nel Fichtelgebirge, nella Foresta bavarese e dell'Alto Palatinato in Baviera; nei pressi di Giesel (Neuhof), Hochstädten (Bensheim) e Nieder-Ramstadt in Assia; nei pressi di Güntersen e Bad Harzburg in Bassa Sassonia; sul Finkenberg e sul Dächelsberg presso Niederbachem nella Renania Settentrionale-Vestfalia; in molte località dell'Eifel in Renania-Palatinato; nei Monti Metalliferi in Sassonia; nei pressi di Damsdorf nello Schleswig-Holstein, nonché nei pressi di Ronneburg, Schnellbach (Floh-Seligenthal) e sul Dolmar in Turingia.
In Austria, il diopside è stato finora trovato principalmente in Carinzia, Bassa Austria, nel Salisburghese, in Stiria e nel Tirolo.
In Svizzera, il minerale si trova principalmente nel Canton Grigioni e nel Canton Vallese.
Il diopside è stato rilevato anche in campioni di roccia della dorsale medio atlantica e della dorsale del Pacifico orientale.
I diopsidi di qualità gemma si trovano in Brasile, Birmania, Madagascar e Sri Lanka.
Al di fuori della Terra, il diopside è stato trovato, in particolare in campioni di roccia provenienti dalla Luna, dal Noctis Labyrinthus su Marte e nella polvere cometaria di 81P/Wild.
Il diopside si trova in rocce intrusive e filoniane profonde, in rocce metamorfiche ricche di calcio e nelle diaclasi.
Eccezionali cristalli sono presenti nelle rodingiti alpine della Val D'Ala (Torino), di Antrona Piana, nella Val d'Ossola (nel Verbano-Cusio-Ossola), e in quelle di Bellecombe (Aosta). Il diopside è stato scoperto in Val Malenco (Provincia di Sondrio), sull'Adamello e sul Monte Somma (Vesuvio).

## Varietà
- Chromdiopside – contiene cromo; di colore verde smeraldo
- Baikalite – ferruginosa, dal verde porro al verde oliva
- Diallagite – contenente alluminio e ferro, di colore da bruno-verdastro a nero-brunastro, color perla
- Fassaite – contenente ferro e alluminio
- Fedorovite – contenente sodio, alluminio e ferro, di colore verde chiaro (trovata in provincia di Roma)
- Jeffersonite – contenente manganese e zinco
- Salite – di colore grigio-verdastro
- Schefferite – è una varietà di diopside di colore marrone ricca di manganese che presenta frequentemente la pseudosfaldatura[10].

## Forma in cui si presenta in natura
Il diopside sviluppa cristalli prismatici da corti a lunghi, ma si trova anche sotto forma di aggregati minerali colonnari, lamellari o granulari. Nella sua forma pura, è incolore e trasparente. Tuttavia, a causa della rifrazione multipla della luce dovuta a difetti di costruzione del reticolo o alla formazione policristallina, può anche apparire bianco e assumere un colore giallo, da verde chiaro a verde scuro o nero a causa di mescolanze estranee, per cui la trasparenza diminuisce di conseguenza fino al punto di opacità.
Questo minerale è pesante, duro, fragile e insolubile in acido. Quando è trasparente, costituisce una pietra d'ornamento usata anche in gioielleria.

## Utilizzo
I diopsidi di qualità gemma vengono trasformati in pietre preziose. Tra questi vi è soprattutto il diopside russo di cromo.